# Klas Burling
Klas Johan Sigfrid Burling, född 15 februari 1941 i Stockholm, död 19 februari 2023 i Stockholm, var en svensk radio- och TV-journalist och programledare. Burling förknippas ofta med The Beatles, då han var en av dem som lockade över gruppen från England till Sverige redan 1963. I ett avsnitt av tv-programmet Drop-In, som sändes från Arenateatern på Gröna Lund i Stockholm, presenterade Burling The Beatles.

## Biografi

### Programledare och radioprofil
Klas Burling började sin bana på Sveriges Radio med ett vikariat, och blev snart frilansande programledare för diverse musikprogram med popmusik riktade till ungdomar. Hans första program hette Rock 61, som följdes av Pop 62. Vid sidan av namn som Carl-Eiwar Carlsson och Inger Flyckt hörde Klas Burling till Sveriges ledande radiopratare inom populärmusik.
Burling spelade inte bara aktuella pop- och rockskivor, han gjorde även egna manus, satte ihop skivlistor och intervjuade aktuella artister.

### Första intervjun med The Beatles
I augusti 1963 planerade Burling att åka på bilsemester till Frankrike. På vägen dit ville han besöka England och kontrollera läget på popfronten. Han frågade Sveriges Radio om han kunde få göra detta och de gav sitt klartecken. Han skulle få 50 kronor per intervju - förutsatt att de sändes i radion. Dock hade han ingen bandspelare med sig, vilket gjorde det svårt att göra regelrätta intervjuer. Innan han gav sig av hade han fått ett introduktionsbrev från skivbolaget EMI. I London besökte han företagets kontor, där han presenterade sig och sitt uppdrag och fick låna en bandspelare.
Burling tog reda på The Beatles turnéplan och noterade att första anhalten skulle bli Bournemouth, där han tidigare hade varit på språkresa. Han reste tillsammans med sångaren Michael Cox, som liksom The Beatles kom från Liverpool. Trots detta hade Cox inte sett gruppen och han var minst lika nyfiken på The Beatles som Burling. Burling blev mycket förtjust i det han hörde och såg, och han fick också tillfälle att intervjua The Beatles i pausen under deras show i Bournemouth. Han var nu övertygad om att det skulle vara värt besväret att försöka få över gruppen till Sverige.
Burling tipsade om produktionsbolaget Telstar, med Bengt-Åke Bengtsson som chef. I september 1963 var Burling åter i Sverige och tog över det populära radioprogrammet Tio i topp. Telstar höll då just på att sätta ihop en turné med The Beatles i Sverige och Burling tog kontakt med gruppens manager Brian Epstein och tecknade ett avtal om en radio- och en tv-spelning.

### The Beatles i Sverige
Onsdagen den 23 oktober 1963 gästade The Beatles Sverige för första gången. Dagen efter ledde Burling radioprogrammet med The Beatles live i sin egenskap av producent för detsamma. Inspelningen inför publik gjordes i radions så kallade Karlaplansstudio i Stockholm, i dag teatersalongen Maxim. Inspelningen av programmet innebar ett elddop för Sveriges Radios ljudtekniker, eftersom de aldrig tidigare hade spelat in en popgrupp live. The Beatles gjorde två framträdanden och i pausen spelade gitarristen Hasse Rosén och hans Northmen tre instrumentala låtar.
Det cirka 25 minuter långa radioprogrammet fick titeln "The Beatles, popgrupp från Liverpool på besök i Stockholm". Det spelades in den 24 oktober, men sändes inte i radion förrän måndagen den 11 november i Sveriges Radio P1 klockan 22.30. Det var ett historiskt program, som hade få lyssnare på grund av den sena tidpunkten på dygnet och i en för popungdomar udda radiokanal.
Onsdagen den 30 oktober var det dags för inspelning av TV-programmet "Drop In", där Burling presenterade The Beatles. Programvärdar för programmet var Kersti Adams-Ray och Kjell ”Kulan” Eriksson. The Beatles skulle i första hand framföra två låtar, och om det fanns tid över skulle de framföra ännu en låt. Programtiden räckte dock till att The Beatles hann framföra fyra låtar: "She Loves You", "Twist and Shout", "I Saw Her Standing There" och "Long Tall Sally".
De svenska TV-tittarna fick dock vänta till söndagen den 3 november för att se det program som gjorde att The Beatles slog igenom på allvar även i Sverige. Burling var även med när The Beatles besökte Sverige den 28–29 juli 1964 för ett antal konserter på Johanneshovs isstadion i Stockholm. 
Därefter dröjde det till 1967 innan Burling fick tillfälle att träffa The Beatles igen. Det var på ett party hemma hos Brian Epstein i London. Senaste gången han fick tillfälle att träffa en medlem i The Beatles var hösten 1969, då han blev inbjuden av John Lennon att närvara vid en visning av hans och Yoko Onos privata filmer. I samband med besöket fick Burling ett förhandsexemplar av albumet Abbey Road. 
Klas Burlings porträtt av medlemmarna i The Beatles kan kort sammanfattas: "Paul var diplomaten, John hade en ironisk inställning till det mesta, George verkade lite blyg, Ringo höll sig mest i bakgrunden".

### Mötet med Bob Dylan
Den 29 april 1966 gjorde Klas Burling en beryktad intervju med Bob Dylan. Intervjun börjar med att Burling frågar Dylan huruvida han själv anser att de nyare låtarna avviker från de protestsånger som tidigare gjort honom känd. Dessa frågor provocerar Bob Dylan och han tar själv över intervjun. Han berättar bland annat, med mycket ironi, hur han anser att svenskar är intelligenta och att han själv är svensk ursprungligen.

### Familj
Burling gifte sig 1962 med den franska ambassadsekreteraren Colette Buffet (född 1937), med vilken han fick en dotter. Han var från 1992 och fram till sin bortgång gift med panflöjtisten Dana Dragomir, och de fick en dotter född 1994. Klas Burling är begravd på Norra begravningsplatsen utanför Stockholm.